# 詹姆斯·兰迪
詹姆士·蘭迪（英語：James Randi，出生時全名為，1928年8月7日—2020年10月20日），美國籍加拿大裔舞台魔術師、科學懷疑論者，而且是其同名基金會，詹姆士· 蘭迪教育基金會的創始人。
由於1970年代的美國有不少自稱有超能力的人在表演超能力，於是蘭迪參與許多揭秘超能力的節目，在節目中表演魔術展示（偽）超能力者是如何表演這些魔術的。例如他曾經在加拿大的警察局表演監獄逃脫術，展示用意念移動火柴盒，空手點亮燈泡。
1964年，蘭迪宣佈會用他自己的1000美金付给第一個可以展出超自然客觀的證據。後來他以他創立的詹姆士·蘭迪教育基金會（James Randi Educational Foundation, JREF）提出將100萬美金给任何能夠證明一个超自然能力的人，但證明方式必須是以科學實驗為標準。此獎金與约翰·内文·馬斯基林和霍迪尼的超自然挑戰相似。
2010年，受電影影響，82歲高齡的蘭迪在部落格對外承認自己是同性戀。